# Das Königreich Bayern (1840)
Das Königreich Bayern ist ein Verzeichnis, das von Max Siebert zusammengestellt und 1840 veröffentlicht wurde. Der vollständige Titel lautet „Das Königreich Bayern topographisch-statistisch in lexicographischer und tabellarischer Form dargestellt.“

## Werkbeschreibung
Das Werk besteht aus einer Vorrede (S. 7–8), einem Abkürzungsverzeichnis (S. 9), einer kurzen Beschreibung des Königreichs Bayern (S. 11–20) den acht Regierungsbezirken mit jeweils alphabetischen Ortslisten (S. 21–542), einer Berichtigung (S. 543–546) und einem Register (S. 549–596).
Laut der Vorrede dient als Grundlage das 1831/32 erschienene Topo-geographisch-statistische Lexicon vom Königreiche Bayern von Joseph Anton Eisenmann und Karl Friedrich Hohn. Nicht übernommen wurden Einträge zu Gebirgen, Wäldern, Gewässern, Schlösser und Einöden. Die Anmerkungen vornehmlich aus den Bereichen Wirtschaft und Geschichte wurden wesentlich reduziert, die Entfernungsangaben sind gänzlich entfallen. Übernommen wurden die von Eisenmann eingeführten Ortstypen (Einöde, Weiler, Dorf, Kirchdorf, Pfarrdorf, Markt und Stadt). Neu eingeführt wurde der Ortstyp Kirchweiler. Aufgelistet werden alle Orte, die den Status einer Gemeinde haben. Sonstige Orte unter 120 Einwohnern sind – nach Angabe des Autors – nur dann aufgelistet, wenn sie „sich dieser Zahl näher[n] [sc. 120]“ oder durch „Handel und Gewerbe bezügliche Eigenschaften merkwürdig sind“. Ebenfalls übernommen wurde die Schreibweise der Ortsnamen. Die alphabetische Sortierung der Orte erfolgt gleichermaßen nach ihrem Stammwort: Vorsilben (Alt-, Neu-, Groß-, Klein-, Ober-, Unter- etc.) werden daran angehängt. Die Angaben zur religiösen Zugehörigkeit sind um das Judentum konsequent erweitert worden. Des Weiteren wird bei den sonstigen Orten die zuständige Gemeinde aufgeführt, was bei Eisenmann/Hohn noch nicht der Fall war.
Die Regierungsbezirke werden in der Reihenfolge Oberbayern (S. 23–98), Niederbayern (S. 99–154), Pfalz (S. 155–192), Oberpfalz und Regensburg (S. 193–244), Oberfranken (S. 245–312), Mittelfranken (S. 313–384), Unterfranken und Aschaffenburg (S. 385–468), Schwaben und Neuburg (S. 469–542) abgehandelt. Jeweils zu Beginn werden die darin enthaltenen unmittelbaren Städte, Landgerichte und Herrschaftsgerichte tabellarisch mit Einwohnerzahl aufgelistet. Es folgen in alphabetischer Sortierung die darin inbegriffenen Orte gemäß der Editionsrichtlinie des Autors.

## Kritik
In der Abgrenzung der Ortstypen Dorf und Weiler gibt es erhebliche Unschärfen. So wird beispielsweise Anwanden (S. 317) mit 13 Häusern als Weiler klassifiziert, während Alberndorf (S. 315) mit derselben Häuserzahl als Dorf klassifiziert wurde. Ein weiteres Problem stellt die willkürliche Auswahl von sonstigen Orten unter 120 Einwohnern dar. Es bleibt hier dem Zufall überlassen, ob ein Ort aufgelistet wurde oder nicht. Für Neuhöflein (S. 355) ist dies beispielsweise der Fall, obwohl es zu dieser Zeit mit 79 Einwohnern weit unter der 120-Einwohnermarke lag und in keinerlei Weise irgendwelche Merkwürdigkeiten zu bieten hatte.
Gänzlich unklar ist auch das Datum und die Herkunft der unterschiedlichen statistischen Erhebungen. Was die Einwohner- und Häuserzahl betrifft, so ergibt ein Vergleich mit dem 1840 erschienenen „Kataster der Ortschaften, der Bevölkerung und der Gebäude“ keinerlei Übereinstimmung.

## Ausgabe
- Johann Max Siebert: Das Königreich Bayern topographisch-statistisch in lexicographischer und tabellarischer Form dargestellt. Georg Franz, München 1840 (Digitalisat).